# Rumba (Dorf)
Koordinaten: 58° 44′ N, 24° 9′ O
Rumba ist ein Dorf (estnisch küla) in der Landgemeinde Lääneranna im Kreis Pärnu (bis 2017: Landgemeinde Lihula im Kreis Lääne).

## Einwohnerschaft und Lage

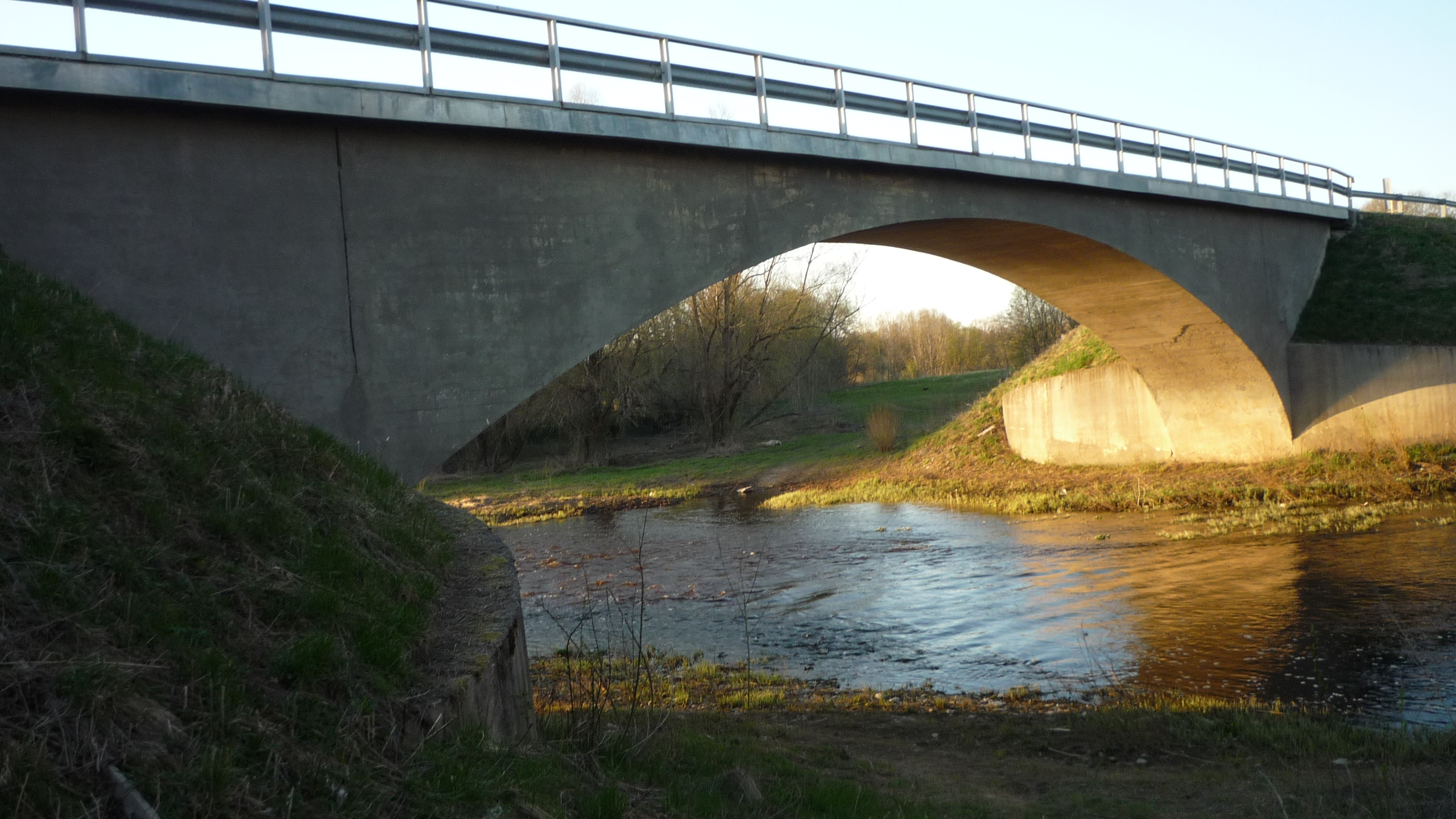
Die ehemalige Eisenbahnbrücke dient heute dem Straßenverkehr

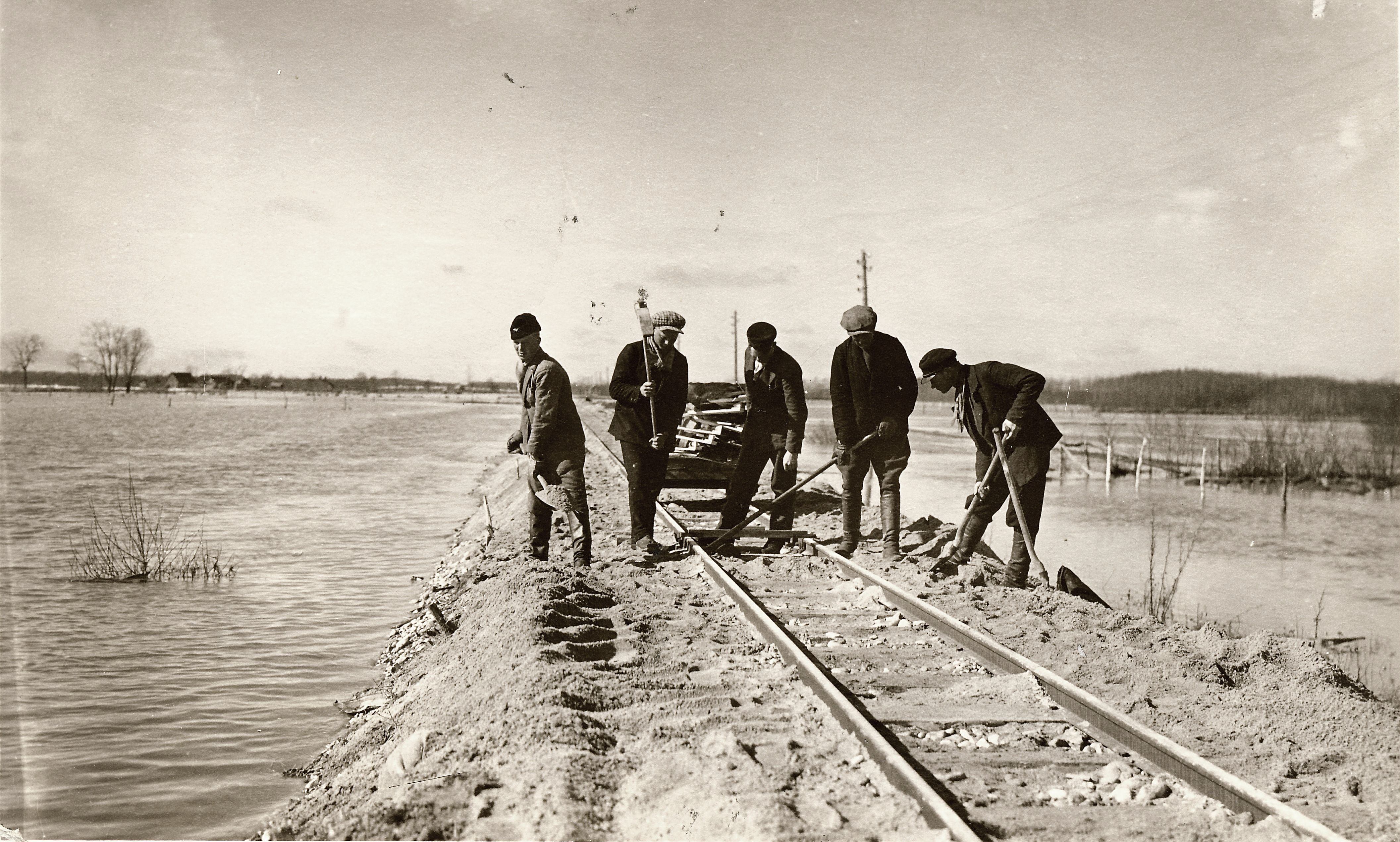
Überschwemmungen an der Bahnstrecke in Rumba 1932

Der Ort hat heute nur noch vier Einwohner (Stand 31. Dezember 2011). Er liegt 41 Kilometer südöstlich von Haapsalu.
In dem Dorf mündet der Fluss Velise (Velise jõgi) in den Fluss Vigala (Vigala jõgi). Der Platz ist bei Anglern beliebt.

## Geschichte
Das Dorf war im Mittelalter stark von Estlandschweden besiedelt. Eine Wassermühle ist seit 1512 nachgewiesen. Gegen Ende des 17. Jahrhunderts war die Mehrzahl der Einwohner Esten. 1826 entstand die Schänke des Ortes. Heute sind nur noch die Ruinen erhalten.
1880 wurde das Gut von Rumba selbständig. Erster Eigentümer war Hans Tomberg, der ein bescheidenes Haupthaus aus Holz sowie einige Nebengebäude errichten ließ. Das Gut florierte nach der Ausrufung der estnischen Selbständigkeit 1918. Die Gutsgebäude wurden dann während der sowjetischen Besetzung Estlands zu einem Geschäft und Wohnungen umgebaut. Sie sind heute größtenteils dem Verfall preisgegeben.
Rumba liegt an der früher bedeutenden Eisenbahnstrecke zwischen der Stadt Rapla und dem Fährhafen Virtsu. Sie war von 1931 bis 1968 in Betrieb. Die ehemalige Betonbrücke für die Eisenbahn über den Fluss Velise wird heute für den Straßenverkehr benutzt. Von 1937 bis 1941 stand daneben eine 38,6 m lange Brücke für Fußgänger und Autos. Sie wurde während des Zweiten Weltkriegs zerstört.
Der Ort hatte einen Bahnhof, der heute nur noch als Ruine erhalten ist.